# Alphabetische Liste der Asteroiden/U
| Alphabetische Liste der Asteroiden – U |                  |
| Nummer und Name                        | Gruppe / Typ     |
| (42614) Ubaldina                       | Hauptgürtel      |
| (4257) Ubasti                          | Apollo-Typ       |
| (7716) Ube                             | Hauptgürtel      |
| (12156) Ubels                          | Hauptgürtel      |
| (596543) Ubu                           | Hauptgürtel      |
| (202373) Ubuntu                        | Hauptgürtel      |
| (25602) Ucaronia                       | Hauptgürtel      |
| (11406) Ucciocontin                    | Hauptgürtel      |
| (1276) Ucclia                          | Hauptgürtel      |
| (11593) Uchikawa                       | Hauptgürtel      |
| (11929) Uchino                         | Hauptgürtel      |
| (7342) Uchinoura                       | Hauptgürtel      |
| (9657) Učka                            | Hauptgürtel      |
| (4632) Udagawa                         | Hauptgürtel      |
| (15407) Udakiyoo                       | Hauptgürtel      |
| (300928) Uderzo                        | Hauptgürtel      |
| (33100) Udine                          | Hauptgürtel      |
| (29189) Udinsk                         | Hauptgürtel      |
| (290001) Uebersax                      | Hauptgürtel      |
| (11860) Uedasatoshi                    | Hauptgürtel      |
| (4676) Uedaseiji                       | Hauptgürtel      |
| (17748) Uedashoji                      | Hauptgürtel      |
| (34123) Uedayukika                     | Hauptgürtel      |
| (2707) Ueferji                         | Hauptgürtel      |
| (5404) Uemura                          | Hauptgürtel      |
| (19228) Uemuraikuo                     | Hauptgürtel      |
| (4381) Uenohara                        | Hauptgürtel      |
| (14981) Uenoiwakura                    | Hauptgürtel      |
| (1619) Ueta                            | Hauptgürtel      |
| (8498) Ufa                             | Hauptgürtel      |
| (1279) Uganda                          | Hauptgürtel      |
| (10807) Uggarde                        | Hauptgürtel      |
| (318794) Uglia                         | Hauptgürtel      |
| (9052) Uhland                          | Hauptgürtel      |
| (9687) Uhlenbeck                       | Hauptgürtel      |
| (5579) Uhlherr                         | Hauptgürtel      |
| (18418) Ujibe                          | Hauptgürtel      |
| (27372) Ujifusa                        | Hauptgürtel      |
| (27827) Ukai                           | Hauptgürtel      |
| (55701) Ukalegon                       | Jupiter-Trojaner |
| (13577) Ukawa                          | Hauptgürtel      |
| (10152) Ukichiro                       | Hauptgürtel      |
| (2020) Ukko                            | Hauptgürtel      |
| (289020) Ukmerge                       | Hauptgürtel      |
| (1709) Ukraina                         | Hauptgürtel      |
| (4128) UKSTU                           | Hauptgürtel      |
| (5565) Ukyounodaibu                    | Hauptgürtel      |
| (3271) Ul                              | Amor-Typ         |
| (5421) Ulanova                         | Hauptgürtel      |
| (9720) Ulfbirgitta                     | Hauptgürtel      |
| (69594) Ulferika                       | Hauptgürtel      |
| (19462) Ulissedini                     | Hauptgürtel      |
| (909) Ulla                             | Hauptgürtel      |
| (4452) Ullacharles                     | Hauptgürtel      |
| (13818) Ullery                         | Hauptgürtel      |
| (16724) Ullilotzmann                   | Hauptgürtel      |
| (10432) Ullischwarz                    | Hauptgürtel      |
| (210433) Ullithiele                    | Hauptgürtel      |
| (96327) Ullmann                        | Hauptgürtel      |
| (12111) Ulm                            | Hauptgürtel      |
| (31627) Ulmera                         | Hauptgürtel      |
| (8345) Ulmerspatz                      | Hauptgürtel      |
| (90480) Ulrich                         | Hauptgürtel      |
| (32531) Ulrikababiaková                | Hauptgürtel      |
| (885) Ulrike                           | Hauptgürtel      |
| (364636) Ulrikeecker                   | Hauptgürtel      |
| (2471) Ultrajectum                     | Hauptgürtel      |
| (2439) Ulugbek                         | Hauptgürtel      |
| (714) Ulula                            | Hauptgürtel      |
| (9485) Uluru                           | Hauptgürtel      |
| (4139) Ul’yanin                        | Hauptgürtel      |
| (2112) Ulyanov                         | Hauptgürtel      |
| (5254) Ulysses                         | Jupiter-Trojaner |
| (7806) Umasslowell                     | Hauptgürtel      |
| (37749) Umbertobonori                  | Hauptgürtel      |
| (13069) Umbertoeco                     | Hauptgürtel      |
| (117093) Umbria                        | Hauptgürtel      |
| (1397) Umtata                          | Hauptgürtel      |
| (160) Una                              | Hauptgürtel      |
| (2154) Underhill                       | Hauptgürtel      |
| (15294) Underwood                      | Hauptgürtel      |
| (92) Undina                            | Hauptgürtel      |
| (9919) Undset                          | Hauptgürtel      |
| (274300) UNESCO                        | Hauptgürtel      |
| (23564) Ungaretti                      | Hauptgürtel      |
| (31984) Unger                          | Hauptgürtel      |
| (214772) UNICEF                        | Hauptgürtel      |
| (12360) Unilandes                      | Hauptgürtel      |
| (1585) Union                           | Hauptgürtel      |
| (234026) Unioneastrofili               | Hauptgürtel      |
| (306) Unitas                           | Hauptgürtel      |
| (6000) United Nations                  | Hauptgürtel      |
| (16356) Univbalttech                   | Hauptgürtel      |
| (6355) Univermoscow                    | Hauptgürtel      |
| (905) Universitas                      | Hauptgürtel      |
| (13904) Univinnitsa                    | Hauptgürtel      |
| (391795) Univofutah                    | Hauptgürtel      |
| (6166) Univsima                        | Hauptgürtel      |
| (12084) Unno                           | Hauptgürtel      |
| (7078) Unojönsson                      | Hauptgürtel      |
| (24045) Unruh                          | Hauptgürtel      |
| (2842) Unsöld                          | Hauptgürtel      |
| (5792) Unstrut                         | Hauptgürtel      |
| (22485) Unterman                       | Hauptgürtel      |
| (99906) Uofalberta                     | Hauptgürtel      |
| (3472) Upgren                          | Hauptgürtel      |
| (20254) Úpice                          | Hauptgürtel      |
| (14994) Uppenkamp                      | Hauptgürtel      |
| (29950) Uppili                         | Hauptgürtel      |
| (2191) Uppsala                         | Hauptgürtel      |
| (2868) Upupa                           | Hauptgürtel      |
| (22260) Ur                             | Hauptgürtel      |
| (13567) Urabe                          | Hauptgürtel      |
| (7017) Uradowan                        | Hauptgürtel      |
| (23900) Urakawa                        | Hauptgürtel      |
| (14519) Ural                           | Hauptgürtel      |
| (30) Urania                            | Hauptgürtel      |
| (25129) Uranoscope                     | Hauptgürtel      |
| (27790) Urashimataro                   | Hauptgürtel      |
| (3722) Urata                           | Hauptgürtel      |
| (24529) Urbach                         | Hauptgürtel      |
| (30832) Urbaincreve                    | Hauptgürtel      |
| (233880) Urbanpriol                    | Hauptgürtel      |
| (167) Urda                             | Hauptgürtel      |
| (5749) Urduja                          | Hauptgürtel      |
| (52260) Ureshino                       | Hauptgürtel      |
| (4716) Urey                            | Hauptgürtel      |
| (3468) Urgenta                         | Hauptgürtel      |
| (501) Urhixidur                        | Hauptgürtel      |
| (31349) Uria-Monzon                    | Hauptgürtel      |
| (11711) Urquiza                        | Hauptgürtel      |
| (249160) Urriellu                      | Hauptgürtel      |
| (4761) Urrutia                         | Hauptgürtel      |
| (1838) Ursa                            | Hauptgürtel      |
| (860) Ursina                           | Hauptgürtel      |
| (375) Ursula                           | Hauptgürtel      |
| (181518) Ursulakleguin                 | Hauptgürtel      |
| (10072) Uruguay                        | Hauptgürtel      |
| (2729) Urumqi                          | Hauptgürtel      |
| (13673) Urysohn                        | Hauptgürtel      |
| (70679) Urzidil                        | Hauptgürtel      |
| (3010) Ushakov                         | Hauptgürtel      |
| (16515) Usman’grad                     | Hauptgürtel      |
| (10791) Uson                           | Hauptgürtel      |
| (17831) Ussery                         | Hauptgürtel      |
| (129882) Ustica                        | Hauptgürtel      |
| (17283) Ustinov                        | Hauptgürtel      |
| (11925) Usubae                         | Hauptgürtel      |
| (12432) Usuda                          | Hauptgürtel      |
| (24984) Usui                           | Hauptgürtel      |
| (34424) Utashima                       | Hauptgürtel      |
| (634) Ute                              | Hauptgürtel      |
| (9486) Utemorrah                       | Hauptgürtel      |
| (202704) Utena                         | Hauptgürtel      |
| (5944) Utesov                          | Hauptgürtel      |
| (48492) Utewielen                      | Hauptgürtel      |
| (20155) Utewindolf                     | Hauptgürtel      |
| (279037) Utezimmer                     | Hauptgürtel      |
| (31231) Uthmann                        | Hauptgürtel      |
| (13477) Utkin                          | Hauptgürtel      |
| (22847) Utley                          | Hauptgürtel      |
| (1282) Utopia                          | Hauptgürtel      |
| (1447) Utra                            | Hauptgürtel      |
| (12695) Utrecht                        | Hauptgürtel      |
| (8040) Utsumikazuhiko                  | Hauptgürtel      |
| (20151) Utsunomiya                     | Hauptgürtel      |
| (4469) Utting                          | Hauptgürtel      |
| (6171) Uttorp                          | Hauptgürtel      |
| (150145) Uvic                          | Hauptgürtel      |
| (32300) Uwamanzunna                    | Hauptgürtel      |
| (20878) Uwetreske                      | Hauptgürtel      |
| (15025) Uwontario                      | Hauptgürtel      |
| (8328) Uyttenhove                      | Hauptgürtel      |
| (32987) Uyuni                          | Hauptgürtel      |
| (1351) Uzbekistania                    | Hauptgürtel      |